# Chatogekko amazonicus
Genre
Espèce
Synonymes
- Sphaerodactylus amazonicus Andersson, 1918
- Coleodactylus amazonicus (Andersson, 1918)
- Coleodactylus zernyi Wettstein, 1928
- Coleodactylus guimaraesi Rösler, 2000

Chatogekko amazonicus, unique représentant du genre Chatogekko, est une espèce de geckos de la famille des Sphaerodactylidae.

## Répartition
Cette espèce se rencontre :
- dans le sud du Guyana ;
- en Guyane ;
- au Suriname ;
- dans le sud du Venezuela ;
- au Brésil dans les États d'Amazonas, du Pará, d'Amapá, du Rondônia et d'Acre.

Sa présence est incertaine en Bolivie.

## Publications originales
- Andersson, 1918 : New lizards from South America. Collected by Nils Holmgren and A. Roman. Arkiv för Zoologi, vol. 11, no 16, p. 1-9 (texte intégral).
- Gamble, Daza, Colli, Vitt & Bauer, 2011 : A new genus of miniaturized and pug-nosed gecko from South America (Sphaerodactylidae: Gekkota). Zoological Journal of the Linnean Society, vol. 163, no 4, p. 1244–1266